# Lutz von der Heide
Lutz von der Heide (* 2. April 1948 in Braunschweig; † 9. November 2020) war ein deutscher Politiker (CDU). Er ist der Zwillingsbruder des deutschen Basketballfunktionärs Bernd von der Heide.

## Leben
Von der Heide besuchte die Volksschule in Broistedt und Hannover. Nach der Schulzeit begann er eine Lehre für den Bereich Groß- und Außenhandel bei der Bayer AG in Hannover sowie Leverkusen. Nachdem er seine Lehrzeit erfolgreich beendet hatte, begann er eine Tätigkeit als Korrespondent. Bevor er die Vertriebsverantwortung des Bayer Verkaufsbüros in Hannover für den Bereich anorganische und organische Chemie übernahm, leistete er seinen 18-monatigen Wehrdienst ab.
Von der Heide wurde im Jahr 1981 Mitglied der CDU. Ferner war er Mitglied der Geschäftsführung des Vereins für Weiter- und Fortbildung in der Chemischen Industrie Niedersachsen e. V. in Hannover. Er wurde zudem zum Mitglied des Vorstandes des Rationalisierungs-Kuratoriums der Deutschen Wirtschaft e. V. (RKW) in der Landesgruppe Niedersachsen gewählt.

## Öffentliche Ämter
Zwischen 1981 und 1988 war er Mitglied des Ortsrates von Dollbergen und von 1981 bis 1986 stellvertretender Ortsbürgermeister. Im Jahr 1986 wurde er Ratsherr der Gemeinde Uetze und war hier Vorsitzender der CDU/FDP-Gruppe.
Von der Heide war von 1990 bis 2003 (12. bis 14. Wahlperiode) Mitglied des Niedersächsischen Landtages. Gewählt wurde er bei der Landtagswahl 1990 für den Wahlkreis Burgdorf, bei den Wahlen 1994 und 1998 über die Landesliste. 2002 unterlag er Ursula von der Leyen in einer Kampfabstimmung um die Wahlkreiskandidatur der CDU und zog sich aus der Politik zurück. Es hatte 2001 Streitigkeiten um eine für die erste Kandidatenaufstellung wahlentscheidende Stimme gegeben, die zunächst von der Leyen zugesprochen und später für ungültig erklärt wurde. Bei diesen Streitigkeiten hatte insbesondere die Bild-Zeitung Position für seine Gegnerin genommen und ihm Intrigen unterstellt.